# Kleine Einsteins
Kleine Einsteins (engl. Little Einsteins) ist eine US-amerikanische Zeichentrickserie der The Walt Disney Company. Sie wurde von 2005 bis 2009 produziert und hat 67 Folgen in 2 Staffeln zu je 22 Minuten.

## Inhalt und Konzeption
Die Serie spielt in der Welt der Musik und Kunst. Die Freunde Leo, Quincy, Annie und June erleben mit ihrem Fluggerät Rocket überall auf der Welt viele Abenteuer. Dabei sind die Zuschauer aufgefordert, die Helden zu unterstützen, indem sie mitsingen, mittanzen oder mitklatschen. Bevor sie zu einem Einsatz aufbrechen, ruft Leo beispielsweise dazu auf, mit den Händen auf die Oberschenkeln zu klatschen, damit Rocket genug Antrieb bekommt, um loszufliegen.
Jede Episode behandelt ein ausgewähltes Gemälde und ein Musikstück eines berühmten Komponisten. Zu Anfang jeder Folge ist eine Bühne zu sehen, auf der die vier Freunde vorstellen, um welche Stücke es in der Episode gehen wird. Danach bereisen sie die unterschiedlichsten Länder, in denen sie immer wieder auf Elemente aus den Bildern und Ausschnitte aus den Melodien stoßen, die sie vorher angekündigt hatten.
Auf ihren Abenteuern gibt es jedes Mal einige Aufgaben zu lösen, immer mit dem Appell an die Zuschauer, mitzuraten, zu forschen und sich aktiv zu beteiligen. Nebenbei erklären die kleinen Einsteins Begriffe aus den Bereichen Kunst und Musik, wie beispielsweise Adagio.
Haben die Abenteurer eine Mission zu Ende gebracht, schwingt Leo seinen Taktstock und sagt: „Einsatz beendet“. Dann versammeln sie sich noch einmal auf der Bühne und präsentieren nochmals die Kunstwerke aus der Episode.

## Charaktere
Leo ist ein Junge mit roten Haaren und olivefarbener Haut. Er trägt eine grüne Brille, ein schwarzes T-Shirt und eine orangefarbene Hose. Sein Hobby ist es, mit dem Taktstock zu dirigieren.
Annie ist ein Mädchen mit heller Haut, blonden Haaren, die zu zwei Zöpfen gebunden sind, die von ihren rosa Haarschleifen gehalten werden, beim Lächeln sieht man hübsche Grübchen bei ihr und hat blaue Augen. In Staffel 1 trägt sie ein grünes T-Shirt, eine blaue Latzhose und magenta-weiße Schuhe. Ab Staffel 2 trägt sie ein hellblaues T-Shirt, eine rosa Latzhose, weiße Socken und blau-weiße Schuhe. Ihr Hobby ist es zu singen, sie ist die jüngere Schwester von Leo.
Quincy ist ein afroamerikanischer Junge mit schwarzen Haaren, der ein blaues Basecap mit rotem Schirm sowie ein gelbes T-Shirt mit grünen Ärmeln und eine blaue Hose trägt. Sein Hobby ist das Spielen von Musikinstrumenten.
June ist ein sinomerikanisches Mädchen mit schwarzen Haaren und blasser Haut, das einen rosaroten Haarring und ein violettes Kleid trägt. Ihr Hobby ist es zu tanzen.
Rocket ist ein rotes Fluggerät mit einer Antenne auf dem Kopf und einem silberfarbenen Unterdeck. Wenn es die Lage erfordert, kann er sich in ein Boot und in ein Unterseeboot verwandeln. In einigen wenigen Episoden ist er auch in der Lage sich in eine Eisenbahn zu transformieren.

## Episodenliste

### Staffel 1
| Nr. | Deutscher Titel                                              | Originaltitel                                      | Erstausstrahlung | Deutsche Erstausstrahlung | Musiker                                                                       | Künstler                                                           |
| --- | ------------------------------------------------------------ | -------------------------------------------------- | ---------------- | ------------------------- | ----------------------------------------------------------------------------- | ------------------------------------------------------------------ |
| 1   | Saturnring auf Reisen                                        | Ring Around the Planet                             | 5. Okt. 2005     | 14. Jan. 2006             | Antonín Dvořák, 9. Sinfonie, 2. Satz: Largo                                   | Gustav Klimt                                                       |
| 2   | Dirigieren macht Spaß                                        | I Love to Conduct                                  | 9. Okt. 2005     | 21. Jan. 2006             | Edvard Grieg, Peer-Gynt-Suite Nr. 1 (Morgendämmerung)                         | Edward Hicks, Das Königreich des Friedens                          |
| 3   | Schluckauf - Ungarischer Art                                 | Hungarian Hiccups                                  | 10. Okt. 2005    | 8. Jan. 2006              | Johannes Brahms, Ungarischer Tanz Nr. 5                                       | Henri Rousseau                                                     |
| 4   | Walgeschichten                                               | Whale Tales                                        | 11. Okt. 2005    | 22. Jan. 2006             | Wolfgang Amadeus Mozart, Hornkonzert Nr. 2 in Es-Dur, Rondo                   | Georges Seurat                                                     |
| 5   | Der Piratenschatz                                            | Pirate's Treasure                                  | 12. Okt. 2005    | 29. Jan. 2006             | Georges Bizet, Carmen-Suite Nr. 1, Les Toréadors                              | Katsushika Hokusai, Die große Welle vor Kanagawa; Paul Gauguin     |
| 6   | Die Geburtstags-Ballons                                      | The Birthday Balloons                              | 13. Okt. 2005    | 15. Jan. 2006             | Wolfgang Amadeus Mozart, Eine kleine Nachtmusik in D-Dur, 1. Satz             | Henri Rousseau                                                     |
| 7   | Die Legende der Goldenen Pyramide                            | The Legend of the Golden Pyramid                   | 14. Okt. 2005    | 4. Feb. 2006              | Johannes Brahms, Ungarischer Tanz Nr. 5                                       | Ägyptische Hieroglyphen                                            |
| 8   | Die Papier-Drachen                                           | Dragon Kite                                        | 17. Okt. 2005    | 5. Feb. 2006              | Edvard Grieg, Peer-Gynt-Suite Nr. 1 (In der Halle des Bergkönigs)             | Zosan, Cai Jia, Zhang Lu, Qiu Ying                                 |
| 9   | Party im Wilden Westen                                       | Go West, Young Train                               | 21. Okt. 2005    | 18. Feb. 2006             | Georges Bizet, L’Arlésienne Nr. 2 (Farandole)                                 | Navajo-Körbe                                                       |
| 10  | Auf dem Bauernhof                                            | Farmer Annie                                       | 24. Okt. 2005    | 19. Feb. 2006             | Johann Sebastian Bach, 5. Brandenburgisches Konzert, 1. Satz                  | Vincent van Gogh                                                   |
| 11  | Halloween mit den kleinen Einsteins                          | A Little Einsteins Halloween                       | 29. Okt. 2005    | 12. Feb. 2006             | Edvard Grieg, Peer-Gynt-Suite Nr. 1 (In der Halle des Bergkönigs)             | Brüder von Limburg, September                                      |
| 12  | Annies Solo-Einsatz                                          | Annie's Solo Mission                               | 14. Nov. 2005    | 17. Apr. 2006             | Georges Bizet, L’Arlésienne Nr. 2                                             | Gustav Klimt                                                       |
| 13  | Die Maus und der Mond                                        | The Mouse and the Moon                             | 21. Nov. 2005    | 22. Apr. 2006             | Wolfgang Amadeus Mozart, Eine kleine Nachtmusik in G-Dur, 1. Satz             | Antike griechische und römische Mosaike                            |
| 14  | Der edle und der böse Ritter                                 | The Good Knight and the Bad Knight                 | 12. Dez. 2005    | 23. Apr. 2006             | Edvard Grieg, Peer-Gynt-Suite Nr. 1 (Morgendämmerung)                         | Giovanni Battista Sassi; Teppich von Bayeux                        |
| 15  | Der Weihnachtswunsch                                         | The Christmas Wish                                 | 12. Dez. 2005    | 24. Jun. 2006             | Ludwig van Beethoven, Für Elise                                               | Vincent van Gogh, Sternennacht                                     |
| 16  | Wie wir die ,kleinen Einsteins‘ wurden: Die wahre Geschichte | How We Became the Little Einsteins: The True Story | 8. Jan. 2006     | 12. Feb. 2006             | Antonín Dvořák, 9. Sinfonie, 2. Satz: Largo                                   | John Singer Sargent                                                |
| 17  | Joeys größter Sprung                                         | Jump for Joey                                      | 26. Jan. 2006    | 25. Jun. 2006             | Georges Bizet, Carmen-Suite Nr. 1                                             | Kunst der Aborigines                                               |
| 18  | Polarlicht bei Nacht                                         | The Northern Night Light                           | 20. Feb. 2006    | 8. Jan. 2006              | Nikolai Andrejewitsch Rimski-Korsakow, Hummelflug                             | Claude Monet                                                       |
| 19  | Wie schön ist doch der Frühling                              | O Yes, O Yes, It's Springtime!                     | 20. Mär. 2006    | 16. Apr. 2006             | Antonio Vivaldi, Die vier Jahreszeiten (Frühling Allegro)                     | Utagawa Hiroshige                                                  |
| 20  | Die Geschichte vom Totenpfahl                                | A Tall Totem Tale                                  | 17. Apr. 2006    | 29. Apr. 2006             | Johann Sebastian Bach, Orchestersuite Nr. 2 in h-Moll (Menuett und Badinerie) | Totempfähle des Pazifischen Nordwestens                            |
| 21  | Abenteuer der winzig kleinen Einsteins                       | The Incredible Shrinking Adventure                 | 6. Mai 2006      | 1. Jul. 2006              | Antonio Vivaldi, Die vier Jahreszeiten (Frühling Allegro)                     | Vincent van Gogh, Sonnenblumen                                     |
| 22  | Entenmama June                                               | Duck, Duck, June                                   |                  |                           | Wolfgang Amadeus Mozart, Hornkonzert Nr. 2 in Es-Dur, Rondo                   | John Atkinson Grimshaw                                             |
| 23  | Safari mit Rocket                                            | Rocket Safari                                      |                  |                           | Nikolai Andrejewitsch Rimski-Korsakow, Hummelflug                             | Albrecht Dürer, Rhinocerus                                         |
| 24  | Der Trommel-Specht                                           | Knock on Wood                                      |                  |                           | Johann Sebastian Bach, Orchestersuite Nr. 2 in h-Moll (Menuett und Badinerie) | George Inness                                                      |
| 25  | Der galaktische Schlaftrick                                  | A Galactic Goodnight                               |                  |                           | Ludwig van Beethoven, Für Elise                                               | Edvard Munch, Der Schrei                                           |
| 26  | Die Geburtstagsmaschine                                      | The Birthday Machine                               |                  |                           | Johann Sebastian Bach, 5. Brandenburgisches Konzert, 1. Satz                  | Michelangelo, Biblioteca Medicea Laurenziana                       |
| 27  | Das nagelneue Kleid                                          | A Brand New Outfit                                 |                  |                           | Ludwig van Beethoven, Ode an die Freude                                       | Vincent van Gogh; Katsushika Hokusai, Die große Welle vor Kanagawa |
| 28  | Die fehlende Einladung                                       | The Missing Invitation                             |                  |                           | Ludwig van Beethoven, Ode an die Freude                                       | Claude Monet; Navajo-Webkunst                                      |

### Staffel 2
| Nr. | Deutscher Titel                                | Originaltitel                           | Erstausstrahlung | Deutsche Erstausstrahlung | Musiker                                                           | Künstler                                     |
| --- | ---------------------------------------------- | --------------------------------------- | ---------------- | ------------------------- | ----------------------------------------------------------------- | -------------------------------------------- |
| 29  | Quincy und die Zauberinstrumente               | Quincy and the Magic Instruments        | 13. Jan. 2007    | 6. Mai 2007               | Pjotr Iljitsch Tschaikowski, Schwanensee                          | Gustave Courbet                              |
| 30  | Die Kleinen Einsteins in märchenhafter Mission | Brothers and Sisters to the Rescue      | 13. Jan. 2007    | 13. Mai 2007              | Ludwig van Beethoven, 5. Sinfonie                                 | Deutsche Volkskunst                          |
| 31  | Der gläserne Pantoffel                         | The Glass Slipper Ball                  | 29. Jan. 2007    | 20. Mai 2007              | Johann Strauss, An der schönen blauen Donau                       | Andy Warhol                                  |
| 32  | Annies Freundschaftslied                       | Annie's Love Song                       | 14. Feb. 2007    | 3. Jun. 2007              | Wolfgang Amadeus Mozart, 21. Klavierkonzert                       | Kuna-Molas                                   |
| 33  | Melodie, das Musik-Tier                        | Melody, the Music Pet                   | 26. Feb. 2007    | 27. Mai 2007              | Antonín Dvořák, Humoreske Nr. 7                                   | Claude Monet                                 |
| 34  | Die Puppenprinzessin                           | The Puppet Princess                     | 12. Mär. 2007    | 10. Jun. 2007             | Charles Gounod, Trauermarsch einer Marionette                     | Leonardo da Vinci                            |
| 35  | Aktion ‚Superschnell‘                          | Super Fast!!                            | 26. Mär. 2007    | 17. Jun. 2007             | Gioachino Rossini, Wilhelm-Tell-Ouvertüre                         | Chinesische Papierkunst                      |
| 36  | Sprich mit Musik                               | He Speaks Music!                        | 9. Apr. 2007     | 24. Jun. 2007             | Bedřich Smetana, Die Moldau                                       | Afrikanische Masken                          |
| 37  | Hallo Cello                                    | Hello, Cello                            | 23. Apr. 2007    | 1. Jul. 2007              | Franz Schubert, 8. Sinfonie (unvollendet)                         | Vincent van Gogh                             |
| 38  | Annie und das kleine lila Flugzeug             | Annie and the Little Toy Plane          | 5. Mai 2007      | 8. Jun. 2007              | Wolfgang Amadeus Mozart, 40. Sinfonie                             | Keith Haring                                 |
| 39  | Ottokars großes Rennen                         | Carmine's Big Race                      | 12. Mai 2007     | 15. Jul. 2007             | Jean-Joseph Mouret, Rondeau                                       | Paul Ranson                                  |
| 40  | Rockets großes Rennen                          | The Great Sky Race Rematch              | 12. Mai 2007     | 22. Jul. 2007             | Gioachino Rossini, Wilhelm-Tell-Ouvertüre                         | Utagawa Hiroshige                            |
| 41  | Das schlafende Fagott                          | Sleeping Bassoon                        | 25. Jun. 2007    | 5. Aug. 2007              | Felix Mendelssohn Bartholdy, Hochzeitsmarsch                      | Wassily Kandinsky                            |
| 42  | Super-Suppe                                    | Rocket Soup                             | 30. Jul. 2007    | 12. Aug. 2007             | Antonín Dvořák, Humoreske Nr. 7                                   | Paul Klee                                    |
| 43  | Das Vogelballett                               | The Blue-Footed Booby Bird Ballet       | 20. Aug. 2007    | 26. Aug. 2007             | Pjotr Iljitsch Tschaikowski, Schwanensee                          | Steine von Ica                               |
| 44  | Rotkäppchen Rocket                             | Little Red Rockethood                   | 14. Sep. 2007    | 12. Dez. 2007             | Giuseppe Verdi, Aida                                              | Alexej von Jawlensky                         |
| 45  | Das Zauber-Puzzle der Sphinx                   | The Puzzle of the Sphinx                | 18. Okt. 2007    | 2. Dez. 2007              | Giuseppe Verdi, Aida                                              | Große Sphinx von Gizeh                       |
| 46  | Die Gänse-Verfolgungsjagd                      | The Wild Goose Chase                    | 29. Okt. 2007    | 9. Dez. 2007              | Wolfgang Amadeus Mozart, 40. Sinfonie                             | Wassily Kandinsky                            |
| 47  | Annie und die Bohnenranke                      | Annie and the Beanstalk                 | 10. Nov. 2007    | 16. Dez. 2007             | Ludwig van Beethoven, 5. Sinfonie                                 | Vincent van Gogh                             |
| 48  | Der aufziehbare Spielzeug-Prinz                | The Wind-Up Toy Prince                  | 7. Dez. 2007     | 23. Dez. 2007             | Pjotr Iljitsch Tschaikowski, Der Nussknacker                      | Edgar Degas, Kleine vierzehnjährige Tänzerin |
| 49  | Herr Pinguin und das Eiskrem-Abenteuer         | Mr. Penguin's Ice Cream Adventure       | 28. Jan. 2008    | 12. Jan. 2009             | Franz Schubert, 8. Sinfonie (unvollendet)                         | Roy Lichtenstein                             |
| 50  | Annies neues Mikrophon                         | Annie, Get Your Microphone              | 22. Feb. 2008    | 24. Apr. 2008             | Georg Friedrich Händel, Wassermusik                               | Stuart Davis                                 |
| 51  | Der Schatz hinter der roten Geheimtür          | The Treasure Behind the Little Red Door |                  |                           | Charles Gounod, Trauermarsch einer Marionette                     | Tiki                                         |
| 52  | Der rätselhafte Geheimpreis                    | The Secret Mystery Prize                | 18. Apr. 2008    | 15. Jan. 2009             | Edvard Grieg, Peer-Gynt-Suite Nr. 1 (In der Halle des Bergkönigs) | Katsushika Hokusai                           |
| 53  | Tierfütterung in Afrika                        | Animal Snack Time                       | 2. Mai 2008      | 16. Jan. 2009             | Pjotr Iljitsch Tschaikowski, Der Nussknacker                      | Afrikanische Töpferkunst                     |
| 54  | Das Große-Schubert-Ratespiel                   | The Great Schubert's Guessing Game      | 21. Jun. 2008    | 5. Okt. 2008              | Franz Schubert, Forellenquintett                                  | Frank Lloyd Wright                           |
| 55  | Quincy und die Instrumenten-Dinosaurier        | Quincy and the Instrument Dinosaurs     | 19. Jul. 2008    | 20. Jan. 2009             | Bedřich Smetana, Die Moldau                                       | Andy Warhol                                  |
| 56  | Rocket baut ein Haus                           | Build It, Rocket!                       | 2. Aug. 2008     | 5. Okt. 2008              | Edvard Grieg, Hochzeitstag auf Troldhaugen                        | Claude Monet, Getreideschober                |
| 57  | Leo und Melodie                                | Melody and Me                           | 13. Sept. 2008   | 22. Jan. 2009             | Felix Mendelssohn Bartholdy, Hochzeitsmarsch                      | Nordamerikanische Petroglyphen               |
| 58  | Musik für Monster                              | Music Monsters                          | 11. Okt. 2008    | 23. Jan. 2009             | Wolfgang Amadeus Mozart, 21. Klavierkonzert                       | Paul Klee                                    |
| 59  | Das verzauberte Einhorn                        | The Song of the Unicorn                 | 1. Nov. 2008     | 25. Dez. 2008             | Pjotr Iljitsch Tschaikowski, Ouvertüre 1812                       | Mittelalterliche Wandteppiche                |
| 60  | Einsatz im Quatsch-Klamotten-Zirkus            | Silly Sock Saves the Circus             |                  |                           | Franz Schubert, Forellenquintett                                  | Leonardo da Vinci, Mona Lisa                 |
| 61  | Die Lieblingssachen                            | Show and Tell                           | 22. Sep. 2009    | 26. Feb. 2010             | Georges Bizet, Carmen-Suite Nr. 1, Les Toréadors                  | Maya-Architektur                             |
| 62  | Das Super-Team                                 | Go Team!                                | 21. Mär. 2009    | 12. Nov. 2009             | Johann Strauss, An der schönen blauen Donau                       | Antoni Gaudí                                 |
| 63  | Die zauberhaften Instrumenten-Elfen            | Flight of the Instrument Fairies        | 27. Dez. 2008    | 27. Jan. 2009             | Felix Mendelssohn Bartholdy, Violinkonzert e-Moll                 | Antike römische Mosaike                      |
| 64  | Der Musik-Roboter aus dem Weltall              | The Music Robot from Outer Space        | 2. Mai 2009      | 22. Feb. 2010             | Jean-Joseph Mouret, Rondeau                                       | Andy Warhol                                  |
| 65  | Kleiner Elefant ganz groß                      | Little Elephant's Big Parade            | 22. Dez. 2009    | 23. Feb. 2010             | Edvard Grieg, Hochzeitstag auf Troldhaugen                        | Mehndi                                       |
| 66  | Rocket, das Feuerwehrauto                      | Fire Truck Rocket                       | 23. Nov. 2009    | 25. Feb. 2010             | Pjotr Iljitsch Tschaikowski, Ouvertüre 1812                       | Javanisches Schattenspiel                    |
| 67  | Rockets Insektenhaus                           | Rocket the Bug                          | 23. Nov. 2009    | 24. Feb. 2010             | Georg Friedrich Händel, Wassermusik                               | Maori-Skulpturen                             |

### Special
| Nr. | Deutscher Titel           | Originaltitel            | Erstausstrahlung | Deutsche Erstausstrahlung | Musiker                         | Künstler                                                          |
| --- | ------------------------- | ------------------------ | ---------------- | ------------------------- | ------------------------------- | ----------------------------------------------------------------- |
| –   | Rocket und der Feuervogel | Rocket's Firebird Rescue | 21. Aug. 2007    | 3. Apr. 2010              | Igor Strawinsky, Der Feuervogel | Wassily Kandinsky; Matrjoschkas; Peter Carl Fabergé, Fabergé-Eier |

## Produktion und Veröffentlichung
Die Serie wurde ab 2005 unter Regisseur Olexa Hewryk produziert 9. Oktober 2005 durch den Disney Channel in den USA ausgestrahlt.
Die Serie wurde unter anderem auch ins Spanische und Italienische übersetzt. Die deutsche Fassung wird seit 8. Januar 2006 vom Disney Channel gesendet. Die Serie erschien auch auf DVD.
| Rolle  | Englischer Sprecher | Deutscher Sprecher      |
| ------ | ------------------- | ----------------------- |
| Leo    | Jesse Schwartz      | Tobias John von Freyend |
| Annie  | Natalia Wojck       | Lara Wurmer             |
| June   | Erica Huang         | Pia Clarén              |
| Quincy | Aiden Pompey        | Maximilian Belle        |